# Choreutinula nodiseta
Choreutinula nodiseta är en urinsektsart som först beskrevs av Eduard Handschin 1928.  Choreutinula nodiseta ingår i släktet Choreutinula och familjen Hypogastruridae. Inga underarter finns listade i Catalogue of Life.